# Wierchnij Aszap
Wierchnij Aszap (ros. Верхний Ашап) – wieś (dieriewnia) w Rosji, w Kraju Permskim, w rejonie bardymskim. W 2021 liczyła 51 mieszkańców.